# Oberberg (Oberreute)

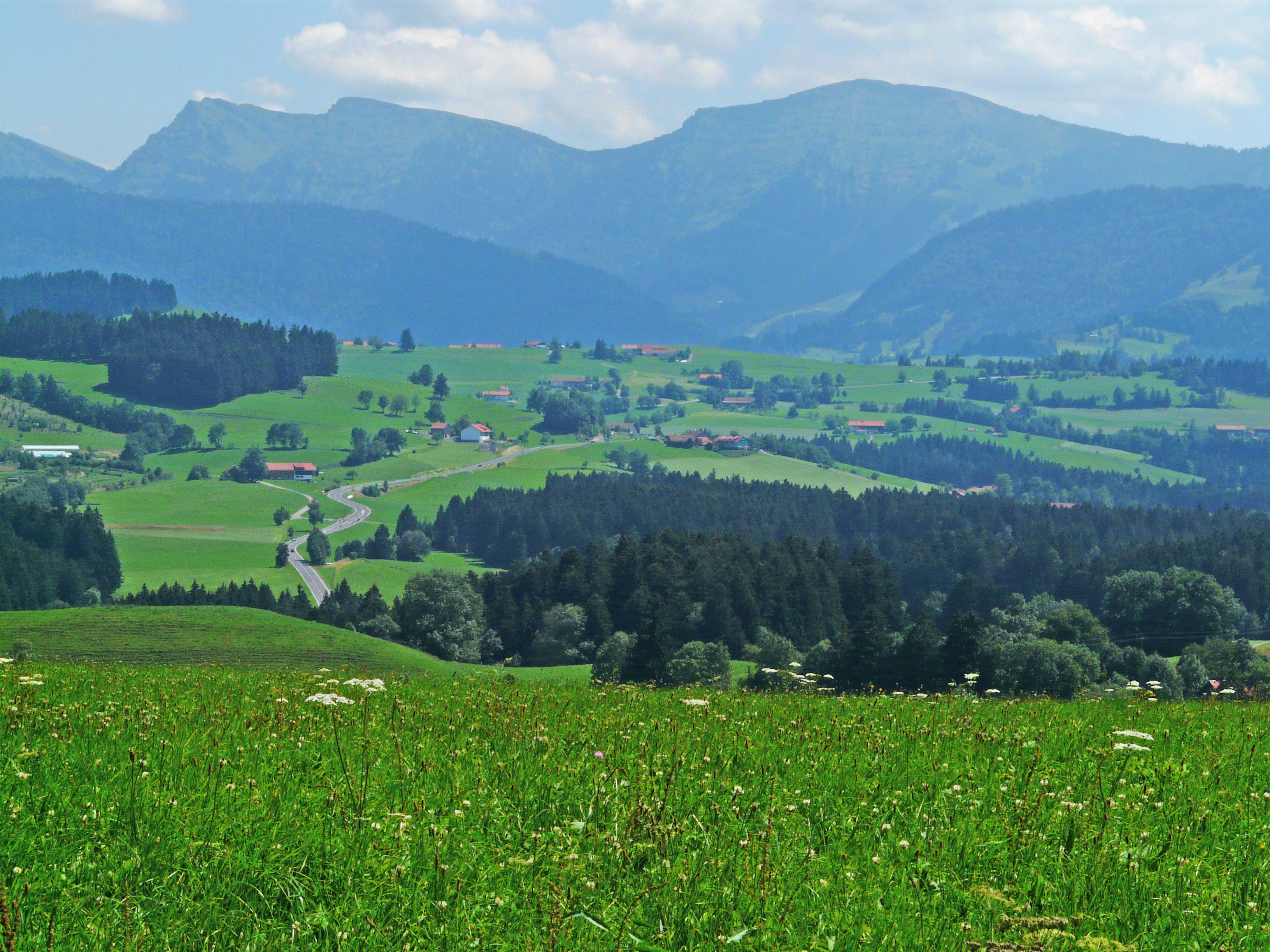
Blick vom Oberberg zur Hochgratkette

Oberberg (früher: Gugelberg oder Obergugelberg; westallgäuerisch: Obəberg) ist ein Gemeindeteil der Gemeinde Oberreute im bayerisch-schwäbischen Landkreis Lindau (Bodensee).

## Lage
Die Einöde liegt auf dem 908 m hohen gleichnamigen Oberberg. Sie liegt circa 1,3 Kilometer nördlich des Hauptorts Oberreute und zählt zur Region Westallgäu. Bekannt ist der Ort für seine exponierte Lage mit Blick auf Hochgratkette, Bregenzerwald und Alpstein. Die nahegelegene Einöde Unterberg befindet sich im Markt Weiler-Simmerberg.

## Geschichte
Oberberg wurde erstmals im Jahr 872 als Obreginberc urkundlich erwähnt. In manchen späteren St. Galler Urkunden wurde der Ort auch als (Ober-)Gugelberg bezeichnet. Im Jahr 1740 sind mit der Familie Lingg aus Lingenreute bei Opfenbach die ersten dauerhaften Bewohner nachgewiesen. Die damaligen Eigentümer Bertha und Bonaventura König beauftragten den namhaften Lindauer Architekten Josef Bichlmeier (u. a. auch Villa Rosenhof in Lindau, Kirche St. Ludwig, Lindau-Aeschach), ein Berggasthaus zu errichten, das 1910 fertiggestellt wurde. An der Vorderseite des Hauses befindet sich ein 2020 restauriertes Fresko des Fassadenmalers Hans Metzger (1879–1957), das einen Hochzeitsumzug zeigt. Der "Oberberg" wurde zum beliebten Ausflugsziel in der Region, das zahlreiche, auch prominente Besucher anzog, unter anderem sind Persönlichkeiten wie Peter Dörfler, Georg von Sachsen und Maria von Bayern nachzuweisen. Im Jahr 1959 wurde der Berggasthof geschlossen.

## Persönlichkeiten
- Maximilian von Lingg (1842–1930), Bischof von Augsburg, verbrachte einen Teil seiner Kindheit auf dem Hof der Großeltern auf dem Oberberg